# Passoca
Marco Antônio Vilalba, mais conhecido como Passoca (Santos, 21 de novembro de 1949), é um cantor e compositor brasileiro.

## Biografia
Quando estudante de arquitetura em São José dos Campos, recebeu influências de João Gilberto e Chico Buarque, tocou bateria e violão, este último aprendido autodidaticamente, trocando esses instrumentos pela viola no final da década de 1970, influenciado por Renato Teixeira e Almir Sater. Lançou o primeiro disco, um compacto, em 1978. Desde então, lançou mais seis discos e participou de alguns outros, como os do projeto "Violeiros do Brasil".

## Discografia
- Violeiros do Brasil  (2004)
- Inéditas de Adoniran (2000)
- Passoca canta inéditas de Adoniran (1999)
- Violeiros do Brasil (1998)
- Breve história da música caipira (1997)
- Sabiacidade (1995)
- Sonora garoa (1984)
- Que moda (1980)
- Flying banana (Participação) (1977)